# Piecki Jezuickie
Piecki Jezuickie – projektowany rezerwat florystyczny o powierzchni 31 ha, położony w województwie kujawsko-pomorskim, powiecie bydgoskim i gminie Nowa Wieś Wielka.

## Lokalizacja
Pod względem fizycznogeograficznym projektowany rezerwat znajduje się w mezoregionie Kotlina Toruńska, mikroregionie Wydmy Puszczy Bydgoskiej. Znajduje się on w obrębie Obszaru Chronionego Krajobrazu Wydm Kotliny Toruńsko-Bydgoskiej, na terenie obrębu leśnego Bartodzieje i leśnictwa Brzoza. Łączna powierzchnia projektowanego obiektu wynosi 31,03 ha.
Teren projektowanego rezerwatu znajduje się w kompleksie Puszczy Bydgoskiej, ok. 2 km na północ od Jeziora Jezuickiego.

## Charakterystyka
Piecki Jezuickie położone są w niecce wytopiskowej, pochodzenia polodowcowego. Większy utwór tego typu zajmuje położone kilka kilometrów na południe jezioro Jezuickie. Niecka w rejonie Piecek z uwagi na niewielkie rozmiary nie jest już wypełniona wodami jeziora, lecz stanowi podmokłe torfowisko, porośnięte przez roślinność hydrofilną.
Podczas badań fitosocjologicznych i florystycznych w latach 90. XX w. stwierdzono na tym terenie wysokie walory przyrodnicze, predysponujące do utworzenia rezerwatu częściowego. Jednak późniejsze badania nie potwierdziły w pełni walorów przyrodniczych, które byłyby podstawą do utworzenia na jego terenie rezerwatu.
Torfowisko o charakterze przejściowym znajduje się w fazie degeneracji, ze względu na postępujące przesuszenie oraz przeprowadzane prace zalesieniowe. Spośród osobliwości florystycznych stwierdzono niewielkie populacje rosiczki okrągłolistnej, turzycy bagiennej i wełnianki pochwowatej. 
W akwenie występują: grążel żółty i grzybienie białe. Na terenie obiektu występuje silna antropopresja, której głównym źródłem są istniejące w pobliżu gospodarstwa i obiekty wypoczynkowe.

## Szlaki turystyczne
W sąsiedztwie Piecek Jezuickich przebiegają dwa znakowane szlaki turystyczne:
- pieszy szlak turystyczny „Relaks” Bydgoszcz – Jezioro Jezuickie (Chmielniki) 17,8 km,
- pieszy szlak turystyczny „Wolnościowy” Bydgoszcz – Jezioro Jezuickie – Nowa Wieś Wielka 26,8 km.

## Galeria

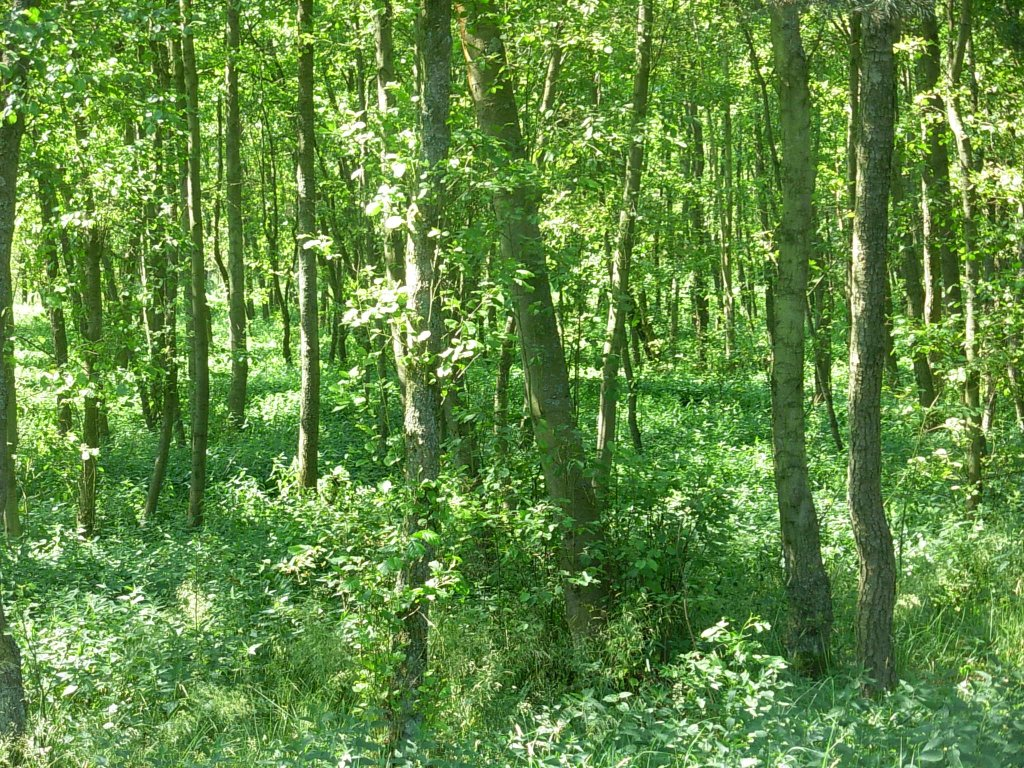
Łęg na obrzeżu akwenu
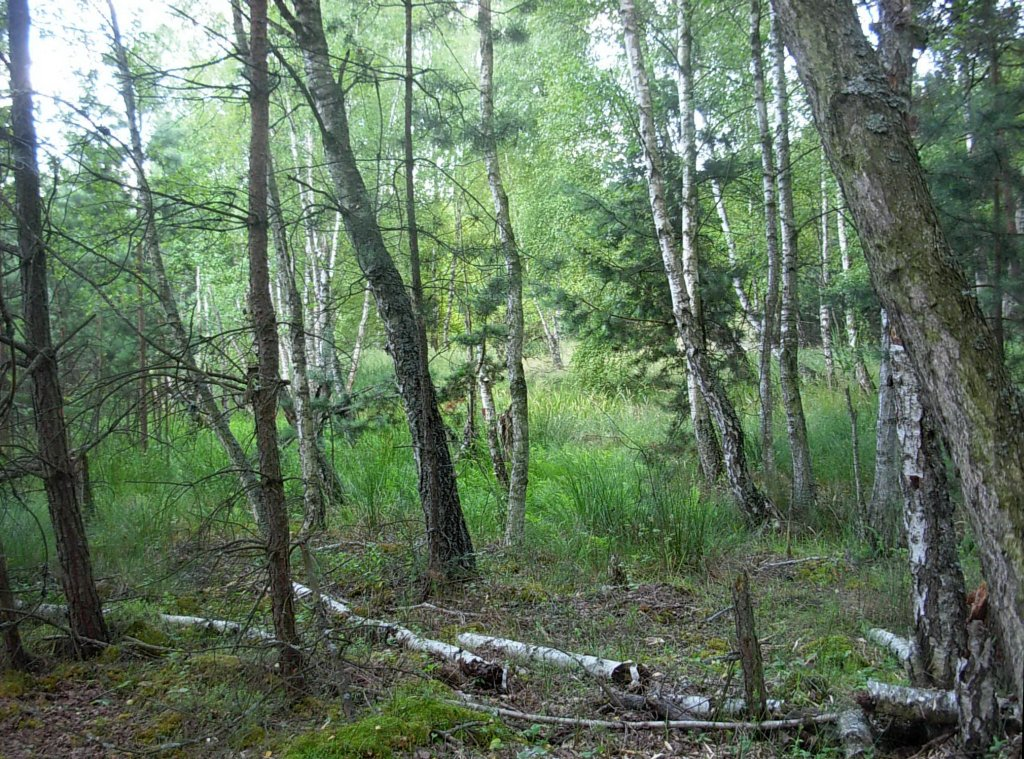
Bór bagienny
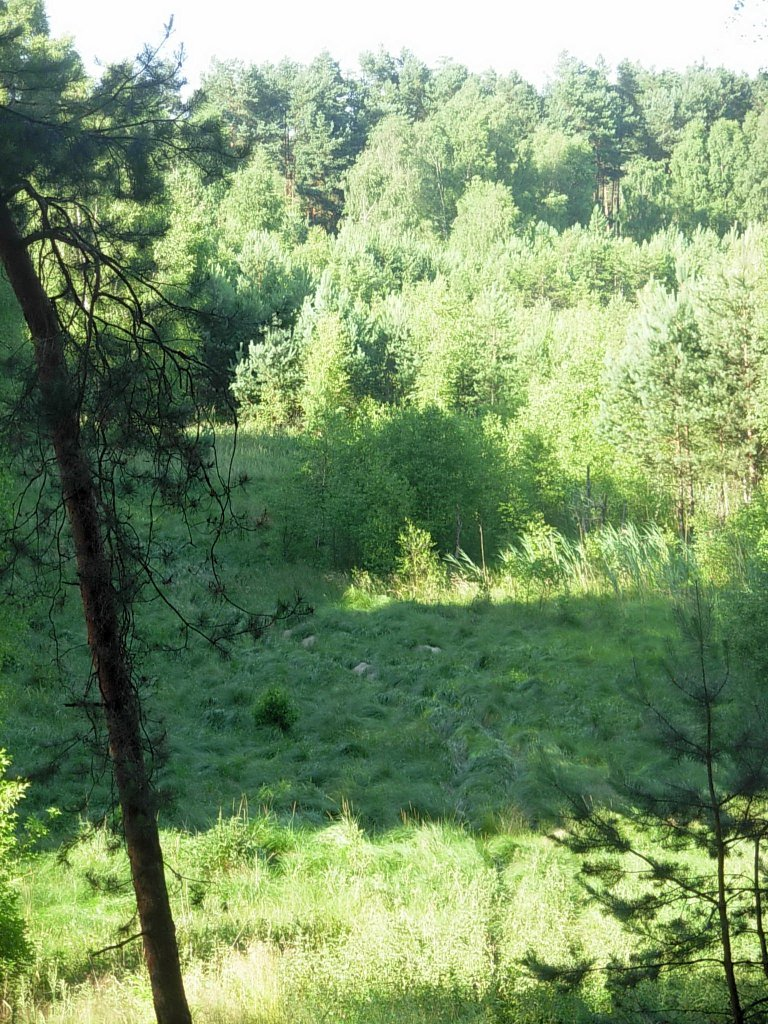
Torfowisko
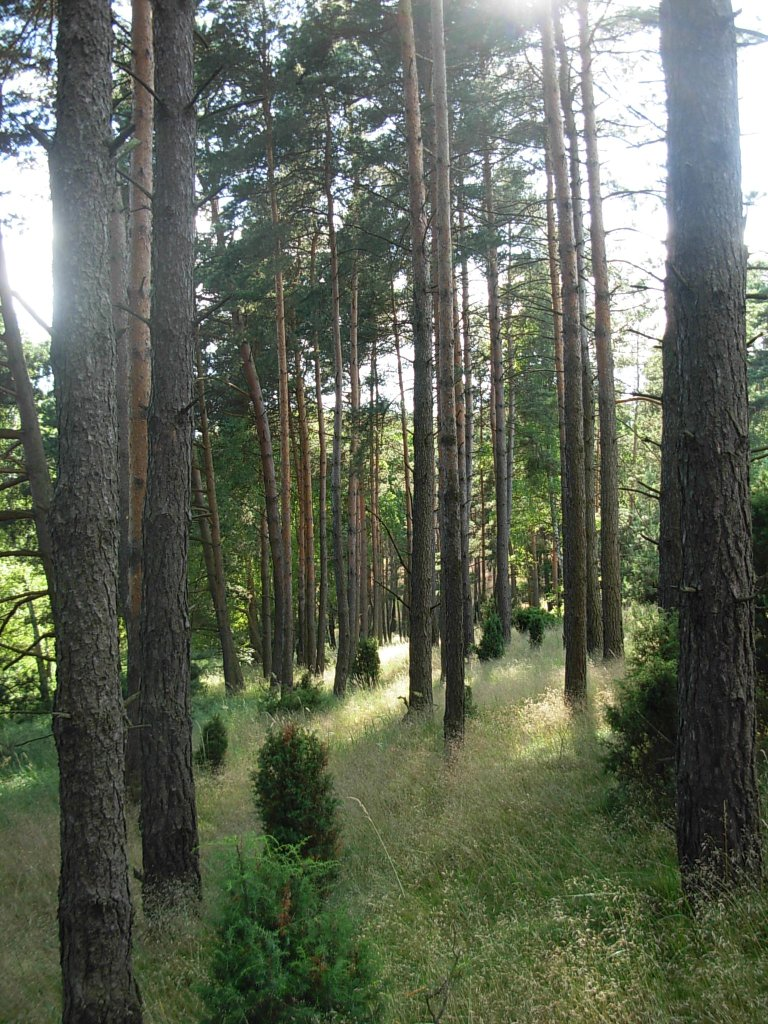
Bór sosnowy w pobliżu Piecek